# 유호한
유호한(1972년 6월 24일~2025년 1월 7일)은 대한민국의 남자 성우로, 1995년에 연극 배우로 잠시 활약하다가, 2000년부터 2002년까지 대교방송 공채 제4기 성우로 입사하여 활동했고, 2002년에 KBS 공채 제29기 성우로 이직했다.
2025년 1월 7일 심근경색으로 인하여 사망하였다.

## 출연작품

### 애니메이션
- 검볼(카툰네트워크) - 토비어스 윌슨
- 검용전설 야이바(대교방송) - 호돌이, 야규 쥬베, 츠키카게
- 개골개골 마법사(대교방송) - 마카에루(앤드류)
- 천방지축 모험왕(대교방송) - 페가수스, 인드라신
- 공주님 조심하세요(애니맥스) - 아드론, 수령 X
- 델토라 퀘스트(애니맥스) - 톰
- 제로의 사역마(애니맥스) - 코르벨
- 엽기인걸 스나코(애니박스) - 히로시
- 암굴왕(애니맥스) - 조반니 페르치오
- 레 미제라블 소녀 코제트(챔프/애니원) - 테나르디에 부부
- 떴다! 럭키맨(투니버스) - 미니 이쿠죠(슈퍼 아저씨)
- 건담 0080 주머니 속 전쟁 OVA(애니박스) - 딕
- 기동전사 건담 0083(애니박스) - 베이트
- 내 짝꿍은 원숭이(카툰네트워크) - 금붕어 코치
- 루비 글룸(카툰네트워크) - 프랭크
- 폭풍우 치는 밤에 - 가리
- 침묵의 함대(애니박스) - 우츠미
- 모험유기 플러스터 월드(합체용사 플러스터)(재능방송) - 가브리온, 발더
- 유희왕 GX(챔프/애니원) - 크로노스 드 메디치
- 스캔2고(SBS) - 트레드, 라이노
- 파워레인저 엔진포스(챔프) - 렛츠다카, 병반기
- 원피스(투니버스) - 쿠마도리, 학자4
- 짱구는 못말려 극장판: 핸더랜드의 대모험(챔프) - 마카오
- 에어기어(애니맥스) - 미츠루
- 엑스 드라이버 OVA(애니박스) - 왕소민
- From 아이즈 OVA(애니박스) - 감독
- 머나먼 시공 속에서 OVA 자양화의 꿈(애니박스) - 토모마사, 이노리
- 머나먼 시공 속에서 OVA 백룡의 무녀(애니박스) - 히스이, 이사토
- 천지무용 한 여름밤의 이브(애니박스) - 카인
  - 천지무용 in LOVE(애니박스) - 카인
- 천지무용 in LOVE2(애니박스) - 노부유키
- 건담 0083 스타더스트 메모리(애니박스) - 베이트
  - 건담 0083 지온의 잔광(애니박스) - 베이트
- 건담 08MS소대(애니박스) - 함장, 유리, 수염, 파일럿1
- 건담 08MS소대 밀러스 리포트(애니박스) - 제이콥
- 헌터X헌터 리메이크(애니맥스)
- 슬레이어즈 극장판 - 완전무결(애니박스) - 상인
- 슬레이어즈 리턴(애니박스) - 베이커
- 파워레인저 캡틴포스(애니박스) - 미코토
- 독수리 오형제 극장판(애니박스) - 사브
- 블랙잭 극장판 - 두 명의 검은 의사(애니박스) - 토모비키
- 히맨과 쉬라의 비밀의 검(애니박스) - 호닥
- SUPER ROBOT MONKEY(챔프) - 오토
- 떴다! 퀘스트 기사단(카툰네트워크) - 개들링
- 날아라 방울방울 친구들(카툰네트워크) - 안습 군
- 몬스터 왕자 몽짱(카툰네트워크)
- B-로봇 가브타크(재능TV) - 롤링턴
- 로미오와 줄리엣: 바다표범의 사랑이야기(카툰네트워크) - 몬태규
- 스쿠비 두와 사이버 모험(카툰네트워크) - 에릭
- 벤10: 에일리언 스웜(카툰네트워크) - 블루고스트
- 택틱스(애니맥스) - 마을남자2
- 데스노트(애니원) - 형사4, 사신1, 죄수
- 명탐정 코난(투니버스, 애니맥스) - 회사원(투니버스), 신정의(애니맥스)
- 상상친구 꾸메푸메(KBS) - 클랑, 타임로봇, 곰고미
- 조이드 신세기제로(챔프) - 오마리
- 가면라이더 블레이드(챔프) - 기류
- 스쿠비 두와 늑대인간(카툰네트워크) - 보장글스
- 헌터X헌터(애니원) - 고트, 관광객, 킬러, 마피아, 의사, 보스1, 마피아3
- 디그레이맨(애니맥스)
- 바람의 성흔(애니맥스)
- 아이즈 퓨어(애니박스)
- 비바 피냐타(애니맥스)
- 스트라토스4(애니맥스)
- 캣독(재능TV)
- 벤10 옴니버스(카툰네트워크)
- 배트맨(카툰네트워크)
- 응까 소나타(MBC)
- 레드슈즈 - 한스

### 외화

#### 드라마
- 경감 메그레 시즌 2 (KBS) - 폴(휴 시먼) / 매뚜기(사이몬 그레거)
- 닥터 후(KBS) - 얀토 존스(가레스 데이비드 로이드) / 샘 스위프트(루퍼스 하운드) / 라펜도(이바노 예레미야)
- 대지진 10.5(KBS) - 레이첼의 애인(커티스 해리슨)
- 미티어(KBS) - 벅(해리슨 나이트) / 백(데이빗 스타직) / 코스키(자체리 타이 브라이언) / 쉐프(카밴 리스)
- 삼국지(KBS) - 도공의
- 셜록(KBS) - 암살범(토드 보이스)
- 완다비전 - 비전(폴 베타니)
- 초한지(KBS) - 한신(단혁굉)
- 폴링스카이(KBS) - 다이(피터 신코다) / 해리스(스티븐 웨버)
- 프라이미벌 - 원시의 습격(KBS) - 던컨(제임스 브래드쇼)

#### 영화
- 포인트 블랭크(KBS) - 뤽(아델 벤쉐리프) / 마코니(브라이스 푸르니에)
- 그레이티스트(KBS) - 간부(램지 파라갈라)
- 미스터리 알래스카(KBS) - 벤(리로이 펠티어)
- 더 콘서트(KBS) - 모세(비탈리 비치르)
- 아메리칸 스플렌더(KBS) - 프레드(제임스 맥카프리)
- 카라멜(KBS) - 바쌈(이스마일 안타르) 외
- 달은 어디에 떠 있는가(KBS) - 오사무
- 챠이라이 미녀특공대(KBS) - 애꾸눈
- K-19: 위도우메이커(KBS) - 말라호프(마이클 글래디스)
- 젤리피쉬(KBS) - 매니저
- 마이너리티 리포트(KBS) - 노트 (패트릭 킬패트릭) / 교도관(팀 블레이크 넬슨) / 의사(피터 스토메어)
- 퍼블릭 에너미(KBS) - 후버 (빌리 크루덥)
- 사이즈의 문제(KBS)
- 3:10 투 유마(KBS) - 잭슨(숀 호웰)
- 메디컬 인베스티게이션(PSB)
- 마운틴 패트롤(KBS) - 이시
- 착신아리 파이널(KBS) - 학생(타카노리 가와모토)
- 펀치 드렁크 러브(KBS) - 카터(제이슨 앤드류스)
- 하비와 밥이 만났을 때(KBS) - 피트(크리스 던랩) / 케빈(부시 무카젤)
- 어글리 멜라니(KBS) - 에미릭(탈스 뫼리스)
- 안소니 짐머(KBS) - 의사(올리버 브로셰어유)
- 진주 귀걸이를 한 소녀(KBS) - 그리트의 아버지(크리스토퍼 맥할렘) / 정육점 주인(제프 벨)
- 왕과의 하룻밤(KBS) - 하닷사의 아버지(스티븐 번스타인)
- 자호접(KBS) - 레지스탕스 대원(손설암)
- 부모님이 휴가가던 해(KBS)
- 보리밭을 흔드는 바람(KBS) - 팀(케빈 오브라이언) / 신부(숀 맥긴리)
- 타임라인(KBS)
- 신의 손(KBS) - 하밀 박사(데이브 트로바토) / 신부(마티 로드지)
- 디파티드(KBS) - 브라운 형사(앤서니 앤더슨)
- 유브 갓 메일(KBS) - 조의 아파트 경비원(마이클 바달루코) / 백화점 손님(하워드 스피겔)
- 꼬마 니콜라의 여름방학 - 마씨모 마씨니 감독
- 어벤저스 2 - 자비스 / 비젼(폴 베타니)
- 어벤져스: 인피니티 워 - 비젼(폴 베타니)
- 캡틴 아메리카: 시빌 워 - 비젼(폴 베타니)
- 일대종사(KBS) - 마삼(장지림) / 무술인(오정엽)
- 인피니트(KBS) - 아티즌(제이슨 맨트조카스)
- 코드 46(KBS) - 쿠(브루노 라스트라) / 벤더(나빌 엘루아하비)

### 출연 영화
- 사자 - 수진 아빠 역

### 게임
- 스타크래프트 - 오버마인드, 저그 부관(Zerg Advisor)

### 라디오 드라마
연속낭독 (KBS 3라디오)
- 2014.02.07~2014.03.03 곽재구 <길귀신의 노래> (낭독)
- 2015.11.30~2015.12.23 서효인 <이게 다 야구때문이다> (낭독)

소설극장 (KBS 3라디오)
- 2010.02.08~2010.03.13 김원일 <마당 깊은 집> (해설)
- 2014.11.11~2014.12.14 어니스트 헤밍웨이 <태양은 다시 떠오른다> (해설)

라디오 여행기 (KBS 3라디오)
- 2005.08.03~2005.08.31 김성덕, 이영애 <가보자, 해보자, 달려보자> (낭독)
- 2005.10.20~2005.11.07 이태훈 <이태훈의 뷰티풀 인디아> (낭독)
- 2008.11.04~2008.12.16 이재범 <나의 그리스 여행> (낭독)

라디오 극장 (KBS 한민족 방송)
- 2014.05.01~2014.05.31 임재희 <당신의 파라다이스> (상학)
- 2014.11.01~2014.11.30 전  명 <파라한> (한무)

라디오 독서실 (KBS 2라디오)
- 2002.02.10 조정래 <한강>
- 2002.04.14 김다은 <초대받지 못한 그림들> (큐레이터)
- 2002.04.21 윤영수 <이인소극> (사내)
- 2002.05.12 하성란 <파리> (트럭 운전사)
- 2002.05.19 민경현 <너의 꿈을 춤추련다> (경찰)
- 2002.06.02 정길연 <그 여자, 무희> (아버지)
- 2002.06.09 이원규 <강물은 바람을 안고 운다> (북한 벌목공)
- 2002.06.23 문순태 <정읍사, 그 천년의 기다림>
- 2002.07.14 윤후명 <나비의 전설> (스님)
- 2002.08.04 성석제 <황만근은 이렇게 말했다> (동수)
- 2002.09.01 허경진 <허균 평전> (서양갑)
- 2002.09.08 한승원 <물보라> (선생)
- 2002.09.22 이순원 <망배> (작은형)
- 2002.10.06 윤정모 <꾸야 삼촌> (찬우)
- 2002.10.20 김영하 <오빠가 돌아왔다> (경찰)
- 2002.12.01 이혜경 <꽃그늘 아래> (선배)
- 2002.12.08 정목 스님 <마음 고요> (남1)
- 2003.01.05 김나정 <비틀즈의 다섯 번째 멤버>
- 2003.01.19 김민정 <브라질리아> (남자)
- 2003.02.09 김수경 <아내> (민혁)
- 2003.03.02 김인숙 <바다와 나비>
- 2003.03.09 이문구 <장척리 으름나무> (종삼)
- 2003.03.23 츠리 <번뇌 인생> (샤오 바이)
- 2003.04.13 김영하 <그림자를 판 사나이> (정식)
- 2003.05.04 김동화 <황토빛 이야기> (남1)
- 2003.06.08 구효서 <아침 깜짝 물결무늬 풍뎅이> (아르아다 눈 데)
- 2003.06.22 이지선 <지선아 사랑해> (아빠)
- 2003.07.06 이현수 <토란> (남편)
- 2003.07.13 박민규 <지구영웅 전설> (베트맨)
- 2003.08.03 위  화 <허삼관 매혈기> (방씨)
- 2003.08.24 한  강 <노랑무늬 영원> (남자)
- 2003.09.14 박규원 <상하이 올드 데이즈> (허신런)
- 2003.09.21 강석호 <금의환향> (케이트)
- 2003.10.12 베르나르 베르베르 <나무> (대통령)
- 2003.10.19 백민석 <죽은 올빼미 농장> (김실장)
- 2003.11.02 조헌용 <파도는 잠들지 않는다> (영출이)
- 2003.12.21 파올로 코엘료 <연금술사> (족장)
- 2003.12.28 김숙희 <무릉리 이야기> (최통장)
- 2004.01.04 허영만 <식객> (봉주父)
- 2004.02.01 송수권 <아내의 맨발> (제자)
- 2004.02.08 정창근 <남사당의 노래> (꼭두쇠)
- 2004.02.15 김주희 <소꿉놀이> (전경)
- 2004.02.29 곽재구 <낙타 풀의 사랑> (노란별)
- 2004.03.07 김원일 <미화원> (강씨)
- 2004.04.04 류진운 <닭털같은 나날> (인사담당)
- 2004.04.18 차근호 <암흑전설 영웅전> (청와장군)
- 2004.05.02 대니얼 키스 <빵가게 찰리의 행복하고도 슬픈 날들> (도너)
- 2004.05.09 정지아 <행복> (남편)
- 2004.06.13 이순원 <스물셋 그리고 마흔여섯>
- 2004.07.18 조창인 <길> (원무과 과장)
- 2004.08.08 박소희 <궁> (아빠)
- 2004.09.05 전수찬 <어느덧 일주일> (친구)
- 2004.09.12 오은희 <달고나> (세우父)
- 2004.09.19 이  선 <프라우드 메리를 기억하는가> (고등학생 시절 규성)
- 2004.09.26 김영하 <보물선> (변호사)
- 2004.10.03 법정스님 <홀로 사는 즐거움> (김서방)
- 2004.10.10 장우재 <차력사와 아코디언>
- 2004.11.07 윤정환 <짬뽕> (박일병)
- 2004.11.21 공지영 <별들의 들판> (명섭)
- 2004.12.05 한비야 <중국 견문록> (유학생)
- 2004.12.12 김종관 <서점 네 시> (박경재)
- 2004.12.26 김영무 <초의선사 장의순> (용암)
- 2005.01.02 김대현 <하구요> (젊은 성민)
- 2005.09.11 최범산 <반역의 강> (리동국)
- 2006.01.22 유  민 <베드> (김)
- 2007.05.27 김서령 <작은 토끼야 들어와 편히 쉬어라> (태원)
- 2007.07.08 정이현 <어금니> (현우)
- 2007.12.30 이승우 <객지일기> (임두석)
- 2008.07.13 이혜경 <물 한모금> (아밀)
- 2008.10.26 오정희 <유년의 뜰> (오빠)
- 2009.08.02 셰익스피어 <한여름밤의 꿈> (라이샌더)
- 2012.02.12 김영하 <옥수수와 나> (사장)

KBS 무대 (KBS 한민족 방송)
- 2002.02.10 임오생(壬午生) 두 김씨 (사내2)
- 2002.08.04 그 여자의 선택 (남자)
- 2002.09.08 먼길 (웨이터)
- 2002.10.06 한심한 청춘 (상인1)
- 2002.10.20 만두집 여자 (보이)
- 2002.11.10 자폐를 위한 소나타 (영웅)
- 2002.11.24 비목어(比目魚)의 사랑 (학생4)
- 2003.01.26 공공의 적 (직원1)
- 2003.02.02 구룡반점에 가면 사랑이 있을까 (보조)
- 2003.03.09 여고동창생 (아나운서)
- 2003.05.04 벽 속의 남자는 무슨 생각을 했을까? (새머리 총각)
- 2003.05.11 歸依 그리고 他人 (주인)
- 2003.07.06 나는 고백한다 (민석)
- 2003.07.20 별, 그것은 소쩍새가 낳은 알
- 2003.09.07 가을을 남기고 떠난 여인
- 2003.10.26 불귀도(不歸島) (아들)
- 2003.11.09 서울, 2003년 가을 (안내 방송)
- 2003.12.14 동그라미 (황원수)
- 2003.12.28 아우라지 별곡 (기자)
- 2004.02.01 노스텔지어
- 2004.02.15 앨리스는 더 이상 여기 살지 않는다 (시종장)
- 2004.03.07 용보네, 대박 터졌네 (홍보)
- 2004.03.14 내 하나의 사랑은 가고
- 2004.03.21 내 나이 서른 아홉 (친구)
- 2004.03.28 삼류탈출
- 2004.04.25 누렁소 복만이 (대성)
- 2004.05.16 문방구집 여자들 (의사)
- 2004.06.13 그녀의 계약결혼 (준서)
- 2004.06.27 돈베기 (정선호)
- 2004.08.01 두 아버지 (중대장)
- 2004.09.12 선택 (강기찬)
- 2004.10.10 마지막 선물 (의사)
- 2004.11.21 사랑, 그 영원한 평행선 위에 (재필)
- 2004.11.28 꼬리표 삼촌 (마달수)
- 2005.05.28 참치와 가자미 (규석)
- 2008.06.28 모르는 여자 (태석)
- 2008.11.22 당신의 추억을 삽니다 (종구)
- 2009.03.07 교수님, 행복하십니까? (차성훈)
- 2009.10.31 선녀와 나무꾼 (이구철)
- 2010.08.07 외딴방 (박승준)
- 2011.01.08 우리 순영이 (이한수)
- 2011.03.19 교수님을 부탁해 (김동욱)
- 2011.07.02 웨딩 브레이커 (강지석)
- 2011.09.17 정글 싱글 베이글 (오병진)
- 2011.11.05 어디선가 나를 찾는 전화벨이 울리고 (데이비드)
- 2011.12.31 해프닝 2011 (한정수)
- 2012.10.13 연산의 꿈 (저승사자)
- 2013.01.05 효를 팝니다 (판식)
- 2013.03.16 김밥과 가부키 (김밥)
- 2013.10.05 그녀의 하이힐에 관한 9cm의 짧은 고찰 (김홍일)
- 2013.12.21 숨비소리 (조형사)

생방송 해피 선데이 <추리극장> (KBS 2라디오)
- 2004.05.09 02회 <금궤를 찾아라> (은형사)
- 2004.07.04 10회 <사라진 미인도> (손강호)
- 2004.07.18 12회 <위험한 관계> (손강호)
- 2004.09.26 20회 <콩가루 집안 살인사건> (수사관)
- 2004.10.03 21회 <사라진 헤로인> (최박사)
- 2004.10.10 22회 <스파이의 죽음> (김박사)

생방송 해피 선데이 <어른을 위한 동화> (KBS 2라디오)
- 2004.05.09 02회 <엄마는 노력해야 한다구요> (남편)
- 2004.06.13 07회 <만족하는 마음> (친구1)
- 2004.08.15 14회 <길> (운전자)

생방송 해피 선데이 <뮤직 드라마> (KBS 2라디오)
- 2004.05.02 01회 <잘못된 만남> (남1)
- 2004.05.16 03회 <솔로 예찬> (할아버지 친구)
- 2004.05.23 04회 <어머니와 고등어> (달수)
- 2004.05.30 05회 <담배 끊기> (나)
- 2004.06.06 06회 <나보다 조금 더 높은 곳에 니가 있을뿐> (영준)
- 2004.06.13 07회 <우리가 세상에 길들기 시작한 후부터> (나)
- 2004.06.27 09회 <희망 사항> (남1)
- 2004.08.15 14회 <해변으로 가요> (아빠)
- 2004.08.22 15회 <도시인> (김대리 친구)
- 2004.09.05 17회 <아름다운 일요일> (남편)
- 2004.09.19 19회 <공주님> (나)

엄길청의 성공시대 (KBS 2라디오)
- 2005.12.19~2005.12.31 제57화 허명회의 신화창조, 버스혁명을 일으켜라! (허명회)
- 2006.02.27~2006.03.11 제62화 인물사진가 김재환, 나는 하루에 1mm씩 성장했다. (장교수)
- 2006.06.05~2006.06.17 제69화 학원가의 전설, 메가스터디 손주은 (김기훈)

특별기획 <이금희의 신화 오딧세이> (KBS 3라디오)
- 2010.11.09 북미 인디언 신화 <운츠의 성인식> (정령)

### 다큐 및 방송
- NEW 코리아 헌터 (TV조선)
- 프리즌 브레이크 6화 텍사스 7인조 탈주 (내셔널 지오그래픽)
- 2009.02.28 KBS 세계걸작 다큐멘터리 - 공룡시대, 잃어버린 시간의 행방
- 2010.04.13 KBS 다큐월드 - 베를린 1부 프리드리히 대왕의 유산
- 2010.04.27 KBS 다큐월드 - 베를린 2부 역사적인 건물들
- 2010.05.04 KBS 다큐월드 - 베를린 3부 베를린 시민의 역사

## 기타 사항
- 2015 한국성우 이벤트 <혼자라서 좋은 날> 출연

## 수상 경력
- 2003년 KBS 성우 연기 대상 (라디오 부문 - 신인 연기상)